# Mistrovství světa ve vodním slalomu 1949
Mistrovství světa ve vodním slalomu 1949 se uskutečnilo ve švýcarské Ženevě pod záštitou Mezinárodní kanoistické federace. Jednalo se o 1. mistrovství světa ve vodním slalomu.

## Muži

### Kánoe
| Závod       | Zlato                                                                                              | Body   | Stříbro                                                                                                | Body   | Bronz                                         | Body   |
| C1          | Francie Pierre d'Alençon                                                                           | 528.0  | Francie Paul Huguet                                                                                    | 807.5  | Československo Jan Brzák-Felix                | 1227.5 |
| C1 družstvo | Francie Pierre d'Alençon Paul Huguet Marcel Renaud                                                 | 3134.1 | Československo Jan Brzák-Felix Jiří Purchart Bohuslav Karlík                                           | 4189.9 | —                                             |        |
| C2          | Francie Michel Duboille Jacques Rousseau                                                           | 1013.0 | Francie Claude Neveu Roger Paris                                                                       | 1146.6 | Československo Jan Brzák-Felix Bohumil Kudrna | 1280.7 |
| C2 družstvo | Francie Michel Duboille a Jacques Rousseau Claude Neveu a Roger Paris René Gavinet a Simon Gavinet | 3738.8 | Československo Jan Brzák-Felix a Bohumil Kudrna Václav Nič a Miroslav Drastík Jan Šulc a Karel Koníček | 5000.6 | —                                             |        |

### Kajak
| Závod       | Zlato                                               | Body   | Stříbro                                             | Body   | Bronz                                                  | Body   |
| K1          | Rakousko Othmar Eiterer                             | 594.1  | Rakousko Hans Frühwirth                             | 601.7  | Švýcarsko Werner Zimmermann                            | 661.5  |
| K1 družstvo | Švýcarsko Werner Zimmermann Jean Engler Eduard Kunz | 2355.5 | Rakousko Hans Frühwirth Rudolf Pillwein Josef Danek | 2606.9 | Československo Bohuslav Fiala Alvin Jeschke Jiří Valeš | 3374.1 |

## Ženy

### Kajak
| Závod       | Zlato                                                              | Body   | Stříbro                                                         | Body   | Bronz                         | Body  |
| K1          | Rakousko Heidi Pillweinová                                         | 408.8  | Rakousko Fritzi Schwinglová                                     | 435.1  | Rakousko Gerti Pertlwieserová | 508.3 |
| K1 družstvo | Rakousko Heidi Pillweinová Fritzi Schwinglová Gerti Pertlwieserová | 1352.2 | Švýcarsko Marie Fromaigeatová Elsa Oderholzová Janine Mauletová | 4189.9 | —                             |       |

## Medailové pořadí zemí
| Pořadí | Země           | Zlato | Stříbro | Bronz | Celkem |
| ------ | -------------- | ----- | ------- | ----- | ------ |
| 1      | Francie        | 4     | 2       | 0     | 6      |
| 2      | Rakousko       | 3     | 3       | 1     | 7      |
| 3      | Švýcarsko      | 1     | 1       | 1     | 3      |
| 4      | Československo | 0     | 2       | 3     | 5      |
| Celkem | Celkem         | 8     | 8       | 5     | 21     |